# Marinići
Marinići är en ort i Kroatien.   Den ligger i länet Gorski kotar, i den västra delen av landet, 130 km väster om huvudstaden Zagreb. Marinići ligger 319 meter över havet och antalet invånare är 3 154.
Terrängen runt Marinići är huvudsakligen kuperad, men söderut är den platt. Havet är nära Marinići åt sydväst. Runt Marinići är det ganska tätbefolkat, med 75 invånare per kvadratkilometer. Närmaste större samhälle är Rijeka, 2,7 km söder om Marinići. Omgivningarna runt Marinići är en mosaik av jordbruksmark och naturlig växtlighet.